# Michiel van Jaarsveld
 (janvier 2019).
Michiel van Jaarsveld, né en 1970 à Capelle aan den IJssel, est un réalisateur et scénariste néerlandais.

## Filmographie

### Comme réalisateur
- 1996 : Marrakech[2]
- 2001 : La Dérive[3]
- 2002 : Tonino (nl)[4]
- 2005 : Storm[5]
- 2010 : Kofta[6]
- 2011 : Papas Tango[7]
- 2012 : Anouar et la lune[8]

### Comme scénariste
- 1997 : Freemarket (nl) de Hans Hylkema